# Ludwig Kotter (Tiermediziner)

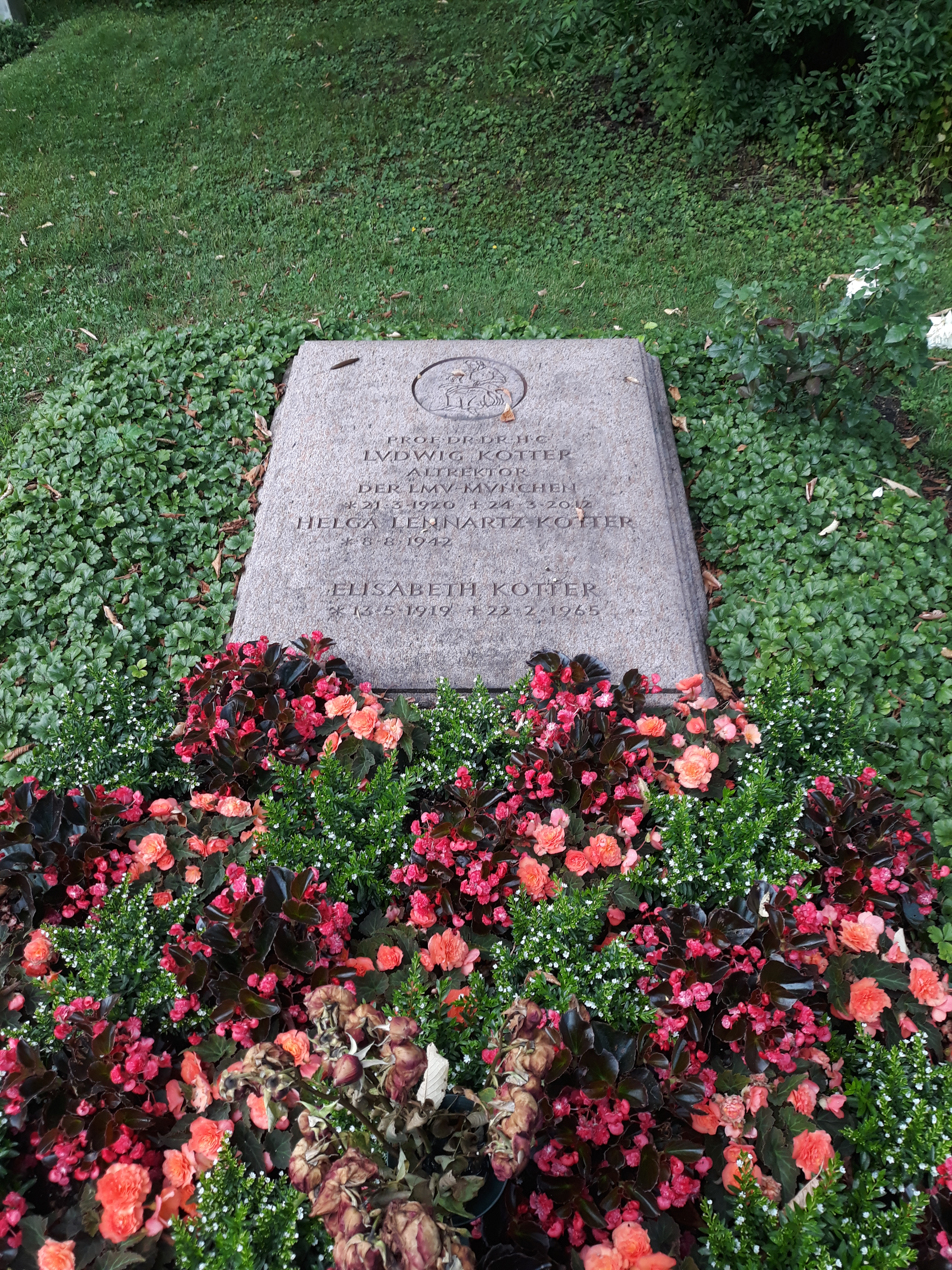
Das Grab von Ludwig Kotter und seiner ersten Ehefrau Elisabeth geborene Fischer auf dem Nordfriedhof (München)

Ludwig Kotter (* 21. März 1920 in Augsburg; † 24. März 2012 in München) war ein deutscher Tierarzt. Kotter war Professor für Hygiene und Technologie der Lebensmittel tierischen Ursprungs und von 1965 bis 1967 Rektor der Universität München.

## Leben
Kotter kam als Sohn einer Gastwirtsfamilie zur Welt und begann mit 15 Jahren eine Lehre zum Metzger, die er mit der Gesellenprüfung abschloss. Im Zweiten Weltkrieg wurde er zunächst zum Gebirgspionier ausgebildet, schlussendlich aber bei der Marine eingesetzt. Kotter überstand den Krieg unverletzt, erlangte im Juni 1946 die Hochschulreife und legte noch im gleichen Jahr die Meisterprüfung des Metzgerhandwerkes ab. Nach dem Studium der Veterinärmedizin und insgesamt sieben Semestern Jura arbeitete Kotter in der Tierpathologie. An der Universität München übernahm der Tierarzt die Leitung des „Instituts für Hygiene und Technologie der Lebensmittel tierischen Ursprungs“. Vom 1. September 1965 bis zum 31. August 1967 fungierte Kotter als Rektor der Universität München. Ab 1968 war Kotter Prorektor der Universität. Im Jahr 1988 folgte seine Emeritierung.

## Ehrungen
- Verdienstkreuz 1. Klasse der Bundesrepublik Deutschland
- Bayerischer Verdienstorden
- Ehrendoktor der Reichsuniversität Utrecht (1971)